# Platystele jesupiorum
Platystele jesupiorum är en orkidéart som beskrevs av Carlyle August Luer. Platystele jesupiorum ingår i släktet Platystele och familjen orkidéer. Inga underarter finns listade i Catalogue of Life.